# Ossessione
L'ossessione o pensiero ossessivo è un fenomeno psicopatologico che consiste in un'idea fissa o in una rappresentazione mentale accompagnata da un vissuto ansiogeno e che il soggetto non può controllare pur avendone coscienza. Si tratta di un pensiero continuo, che ricorre e persiste nonostante gli sforzi per ignorarlo o eliminarlo.

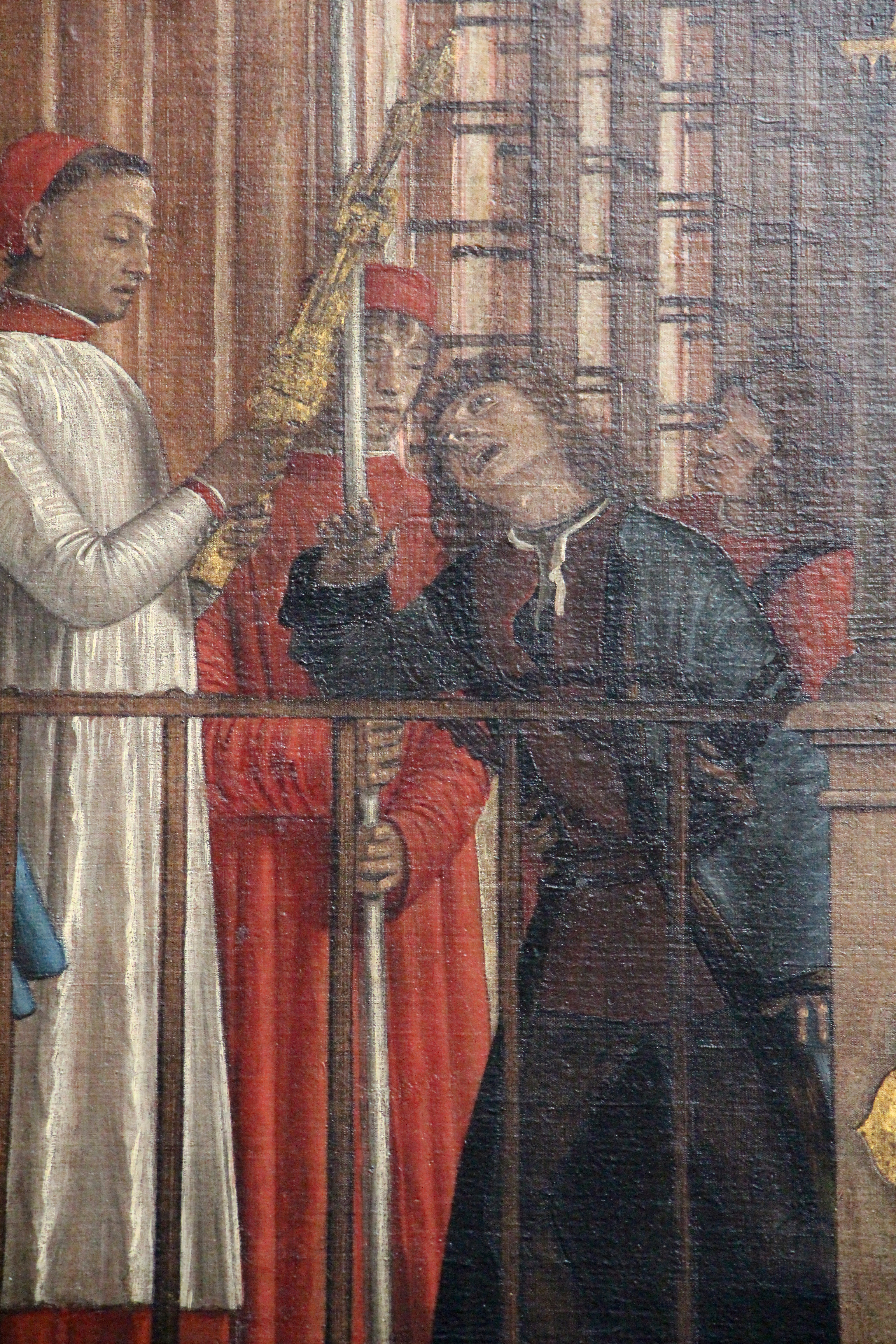
Guarigione dell'ossesso, dettaglio dal Miracolo della Croce a Rialto di Vittore Carpaccio (1494)

Quando tali pensieri sono associati al disturbo ossessivo-compulsivo, alla depressione, al disturbo dismorfofobico  e talvolta al disturbo da deficit di attenzione/iperattività, i pensieri possono diventare paralizzanti, ansiogeni o persistenti. I pensieri ossessivi sono anche associati al disturbo ossessivo-compulsivo di personalità, al disturbo da stress post-traumatico, ad altri disturbi d'ansia, ai disturbi alimentari o alla psicosi.
Questi disturbi devono essere diagnosticati da personale sanitario per poter essere distinti da situazioni normali di preoccupazioni ansiose, ruminazioni mentali o pensieri intrusivi che ricorrono nella vita interiore di tutti.

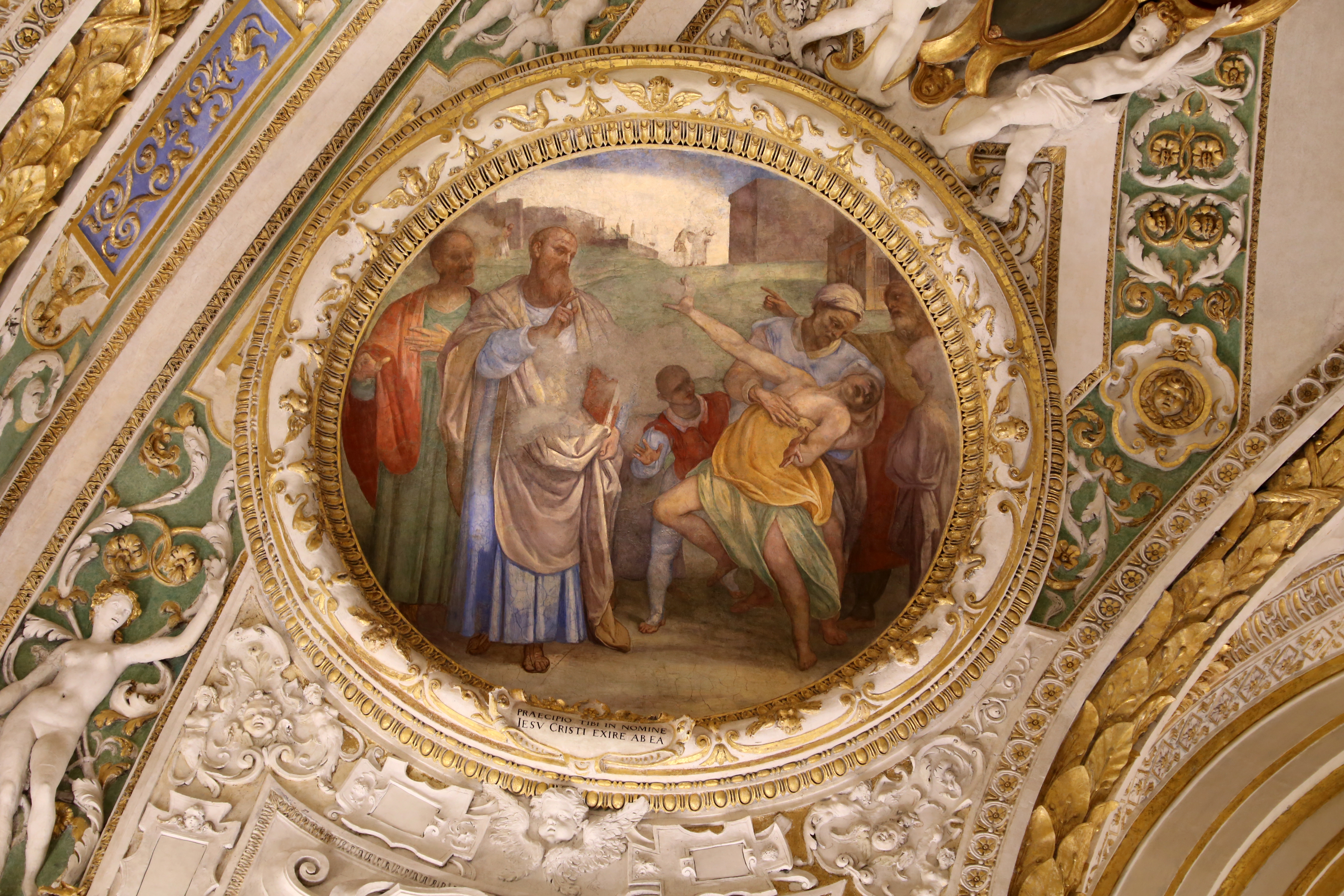
Guarigione di un ossesso (di Federico Zuccari) dalle Storie degli apostoli Pietro e Paolo nella Cappella Paolina dei Musei Vaticani.

Il termine deriva dall'ambito religioso, nel quale l'ossessione indica una forma simile alla possessione diabolica, ma in forma minore, perché comporta un'influenza esteriore del diavolo senza però che costui prenda interiormente possesso del corpo; in questo caso, oltre all'esorcismo, chi soffriva della condizione poteva rischiare anche un processo inquisitoriale o "civile" e il rogo.

## L'ossessione nel DOC
Le persone con Disturbo Ossessivo-Compulsivo (DOC) compiono determinate azioni, o compulsioni, proprio per cercare sollievo dall'ansia generata dall'ossessione. Le ossessioni iniziali, o i pensieri intrusivi, variano nella loro chiarezza e vividezza, oltre che nei loro contenuti. Un'ossessione relativamente vaga potrebbe comportare un senso generale di disagio o tensione accompagnato dalla convinzione che la vita non proceda normalmente. Un'ossessione più intensa potrebbe manifestarsi come una persistente preoccupazione o come un pensiero fisso che qualcuno vicino a loro possa morire o che qualcosa o qualcuno possa rovinare la propria relazione sentimentale. Altre ossessioni riguardano la possibilità che qualcosa o qualcuno – come Dio, Satana o una malattia – possa fare del male a sé o alle persone a cui egli tiene. Altri soggetti con DOC possono avere la costante idea di emanare invisibili escrescenze dal corpo o che gli oggetti inanimati possano essere coscienti.
Alcune persone con DOC hanno ossessioni di tipo sessuale che possono comportare pensieri intrusivi o immagini mentali di "baciare, toccare, accarezzare, avere rapporti sessuali, incesto e stupro" con "estranei, conoscenti, familiari, amici, colleghi, animali e figure religiose" e che possono includere "contenuti omosessuali o eterosessuali" con persone di qualsiasi età. Come altri pensieri o immagini mentali intrusive e spiacevoli, alcuni pensieri sessuali inquietanti a volte possono essere normali, ma le persone con DOC possono attribuirgli un significato particolare. Ad esempio, i timori ossessivi sull'orientamento sessuale possono apparire, alla persona affetta da DOC, come una crisi dell'identità sessuale. Inoltre, il dubbio che accompagna il DOC porta all'incertezza sul fatto che si possa realmente agire sui pensieri intrusivi, con conseguente autocritica o auto-avversione.
I soggetti con diagnosi di DOC comprendono che il contenuto delle loro ossessioni non corrisponde alla realtà; tuttavia, sentono di doversi comportare come se fosse corretto farlo. L'individuo quindi si rende conto che i pensieri, le immagini o gli impulsi sono frutto della propria mente. Se le ossessioni venissero ritenute reali, allora si cadrebbe nel campo della schizofrenia o delle psicosi. Il DOC si manifesta a volte senza compulsioni evidenti, denominato DOC principalmente ossessivo. Il disturbo ossessivo-compulsivo senza compulsioni evidenti si manifesta nel 50-60% dei casi di DOC.
Pensieri, dubbi, immagini o impulsi ricorrenti e persistenti che affliggono il soggetto con DOC, vengono percepite come invasive e inappropriate (o comunque fastidiose) e provocano una marcata sofferenza, cosiddetta egodistonia. La differenza con il disturbo di personalità risiede proprio in questo: mentre nel DOC le ossessioni sono avvertite come intrusive, nel disturbo ossessivo-compulsivo di personalità (o OCPD) hanno carattere egosintonico (possono anche infastidire il soggetto ma vengono avvertite come parte di sé).